# Anja Niedringhaus
Anja Niedringhaus (Höxter, 12 de outubro de 1965 - Tani, 4 de abril de 2014) foi uma fotojornalista alemã, primeira repórter fotográfica do país a ganhar o Prémio Pulitzer.
Começou a trabalhar como fotógrafa freelancer aos 16 anos, em um jornal local da Renânia do Norte-Vestfália.